# Ђемре
Ђемре (мађ. Gyömrő) град је у Мађарској. Ђемре је значајан град у оквиру жупаније Пешта, а истовремено и важно предграђе престонице државе, Будимпеште.
Ђемре је имао 15.714 становника према подацима из 2009. године.

## Географија
Град Ђемре се налази у средишњем делу Мађарске. Од престонице Будимпеште град је удаљен 35 km источно. Град се налази у северном делу Панонске низије. Надморска висина насеља је око 160 m.

## Галерија
- Телеки дворац
- Нова градска целина
- Забавни парк